# Herviera gliriella
Herviera gliriella är en snäckart. Herviera gliriella ingår i släktet Herviera och familjen Pyramidellidae. Inga underarter finns listade i Catalogue of Life.